# جون بول ليون
جون بول ليون (بالإنجليزية: John Paul Leon)‏ هو فنان قصص مصورة أمريكي، ولد في 26 أبريل 1972 في نيويورك في الولايات المتحدة.

## وصلات خارجية
- الموقع الرسمي